# Hartford Village
Hartford Village es un lugar designado por el censo ubicado en el condado de Windsor en el estado estadounidense de Vermont. En el Censo de 2020 tenía una población de 754 habitantes y una densidad poblacional de 235,63 habitantes por km². Fue incluido como CDP en el censo de 2020.

## Geografía
Hartford Village se encuentra ubicado en las coordenadas 43°39′45″N 72°20′23″O / 43.66250, -72.33972. Según la Oficina del Censo de los Estados Unidos,  tiene una superficie total de 3,20 km², de la cual 3,03 km² corresponden a tierra firme y 0,17 km² a agua.